# Laien-Heim-Missionsbewegung
Die Laien-Heim-Missionsbewegung ist eine internationale christliche Religionsgemeinschaft. Sie wurde 1920 von dem US-Amerikaner Paul S. L. Johnson gegründet. Die Gemeinschaft zählt zur sogenannten Bibelforscherbewegung und hat ihren Ursprung im Schisma der Internationalen Bibelforscher (Zeugen Jehovas) der Wachtturm-Gesellschaft nach dem Tod von Charles Taze Russell im Jahr 1916.

## Geschichte
Der Name der Religionsgemeinschaft, auf Englisch „Laymen“, basiert auf dem Begriff für Laie und Laienbewegung. Nach Russells Tod ging die Präsidentschaft bzw. Leitung der Wachtturm-Gesellschaft und der damit verbundenen Religionsgemeinschaft auf Joseph Franklin Rutherford über. Johnson und andere wurden aufgrund ihrer Opposition gegen den mehrheitlich gewählten Rutherford durch diesen von ihren Pflichten in der Gesellschaft entbunden. Dieses Faktum keineswegs akzeptierend, bemühten sich die derart Entbundenden, als vorgebliche Fortführer des Werkes Russells eine gewisse Gefolgschaft um sich zu sammeln. Diese Gruppe von Opponenten teilte sich wiederum in Gruppen auf.

## Lehre und Mitgliederschaft

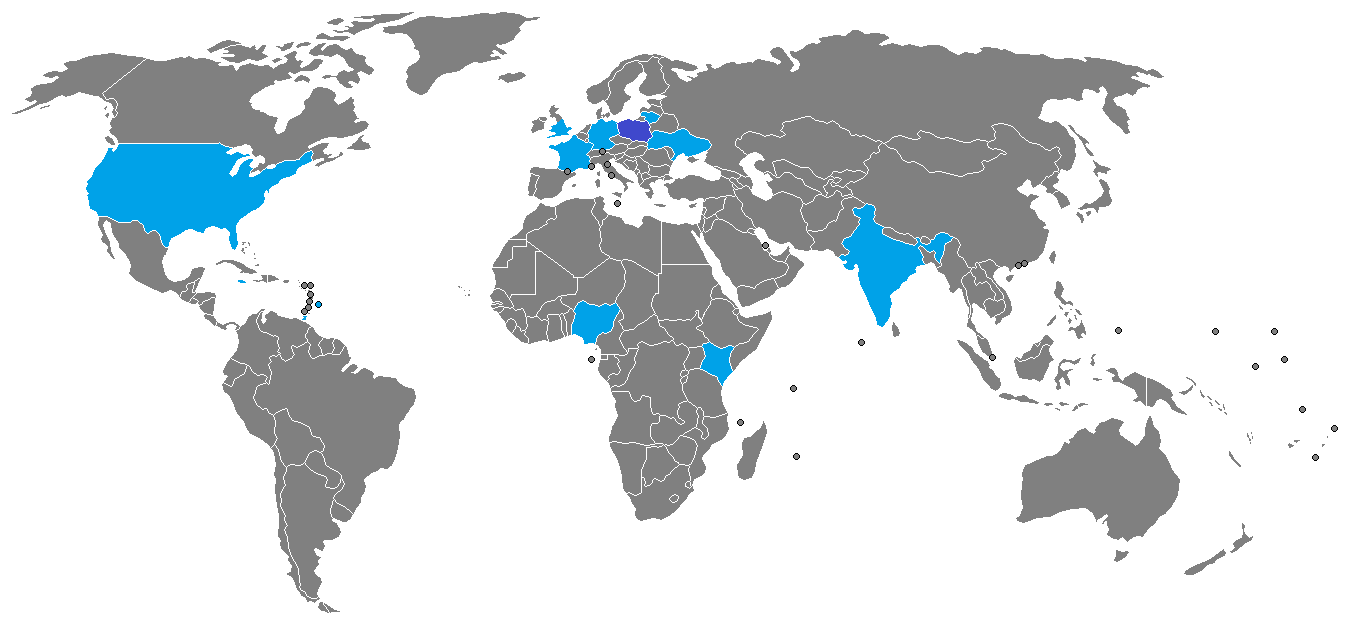
Laien-Heim-Missionsbewegung in der Welt
– mehr als 1000 Mitglieder
– mehrere hundert Mitglieder

Der Laien-Heim-Missionsbewegung eigentümlich ist die Lehre von verschiedenen Menschheitsklassen, die je nach dem Grad der Weihe und dem Zeitpunkt, zu dem sie berufen wurden, unterschieden werden:
1. Die Kleine Herde. Diese Klasse an der Spitze wurde mit Johnson als Gründer der Gemeinschaft abgeschlossen.
2. Die große Schar (Kronenverlierer oder Palmenträger)
3. Die Altwürdigen
4. Die Jungwürdigen
5. Die allgemeinen Israeliten
6. Die Restitutionisten
7. Die reumütigen gefallenen Engel

Die Mitgliederzahl ist unbekannt. Anhaltspunkte für die Mitgliedschaft in den USA gibt der bislang letzte Jahresbericht, der in der Zeitschrift Die Gegenwärtige Wahrheit veröffentlicht wurde, nämlich der für das Jahr 2010. Darin heißt es unter der Überschrift Zusammenfassung des Werkes in den U.S.A., dass Die Bibelstandarte 16.356 Abonnenten habe. Bei Gemeindeversammlungen wurden im selben Jahr insgesamt 10.752 Anwesende gezählt. Der „Deutsche Bericht“ für das Jahr 2009 nennt keine Zahlen.
Verantwortlicher in Deutschland ist Wolfgang Janke.